# آثار الحرب الفلسطينية الإسرائيلية 2023 على الأطفال
آثار الحرب على الأطفال، تعاني شريحة الأطفال بسبب الحرب في قطاع غزة من أوضاع نفسية صعبة نتيجة الحروب الإسرائيلية المتتالية على القطاع. تنص القواعد الدولية على تجنب المساس بالمدنيين وحماية الأطفال خلال النزاعات، وبلغت نسبة الأطفال 40% من عدد الضحايا المدنيين.
وفي 13 تشرين الثاني/نوفمبر، أفادت منظمة اليونيسف أن أكثر من 700,000 طفل في غزة قد نزحوا. أدت الأزمة الإنسانية الشديدة، مع التقارير التي تفيد بأن الأطفال يعانون من وباء خطير من التهاب المعدة والأمعاء بسبب نقص المياه النظيفة، إلى إثارة المخاوف بين مسؤولي الصحة ومنظمات الإغاثة. وفي حديثه للصحفيين في وقت مبكر من النزاع، حذر الأمين العام للأمم المتحدة أنطونيو غوتيريس من أن "غزة أصبحت مقبرة للأطفال. ويقال إن مئات الفتيات والفتيان يُقتلون أو يُصابون كل يوم".
وصفت منظمة إنقاذ الطفولة واليونيسف ومسؤولو الصحة الفلسطينيون الأطفال بأنهم يُتركون يعانون من إعاقات دائمة، ومشاكل في الصحة العقلية، وبتر الأطراف، مع معاناة الآلاف من الجفاف وسوء التغذية وأمراض الجهاز التنفسي والجلدية. بحلول منتصف أبريل 2024، قُتل ما يقدر بنحو 14,500 طفل في غزة، ودُفن آلاف آخرون تحت الأنقاض. ووصف نائب مدير اليونيسف ظروف الأطفال في غزة بأنها "الأكثر فظاعة" التي شهدها على الإطلاق.كما أثرت الأزمة المستمرة على اللقاحات الروتينية، مما ترك الآلاف من الأطفال معرضين للخطر، وتشمل التحديات الإضافية الإضافية عدم كفاية المأوى، عدم توفر المعاطف الشتوية الكافية، والأثر النفسي على الصحة العقلية للأطفال.

## خلفية الحدث
في الحرب الفلسطينية الإسرائيلية 2023 ونتيجة للإفلاس العسكري الإسرائيلي وعدم قدرته على إيقاع ضربات موجهة للمقاومة الفلسطينية، قصف الجيش الإسرائيلي بشكل ممنهج المنازل والمباني والبنية التحتية والمدنيين؛ وتعرض الكثير من الأطفال للإستهداف من خلال أصوات الإنفجارات في المناطق المأهولة بالسكان والتي أحدثت فزعاً وهلعاً في صفوف الأطفال وهو انتهاك صارخ لاتفاقية جنيف الرابعة.

## الأسباب الفاعلة
الحرب المستمرة في غزة، وتأثيرها على حياة الأطفال، حيث غالبية الضحايا من النساء والأطفال، بالإضافة للحصار والظروف المعيشية القاسية.

## صور آثار الحرب على الأطفال
أعراض صدمات شديدة إلى جانب خطر الموت، ومن التأثير النفسي للحرب بدأ يظهر أعراض مثل التشنجات، والتبول في الفراش، والخوف، والسلوك العدواني، والعصبية، وعدم ترك والديهم.

### الآثار النفسية والمعنوية
يعيش الأطفال في قطاع غزة، الذين نجوا حتي الآن من ألة القتل الصهيونية، حياة غير سوية مليئة بالخوف والرعب والحزن والآلم جراء ما يشاهدونه ويسمعونه من محيط الحرب حولهم، والذين كان له بالغ الأثر علي معنوياتهم ونفسيتهم، فهم يعيشون واقعًا لا يمكن مطلقًا أن يكون واقع من هم في أعمارهم، فالأطفال كما يدفعون ثمنًا باهظًا من أرواحهم، يدفع الناجون منهم ثمنًا باهظًا أيضًا من معنوياتهم ، فمشاهد القصف والحرق والقتل والهدم والتدمير منتشرة في كل مكان في القطاع، والتي تؤثر بدورها على نفسية الأطفال وسلوكياتهم، فجل الأطفال لا ينامون من شدة الخوف، ويشعرون بآلام في أطرافهم من شدة الأرتجاف، كما أن القلق الذي يعيشونه على كافة المستويات سيولد بداخلهم صدمات نفسية عميقة، والتي ربما تكون طويلة ومعقدة. وقد أشار المتحدث الإقليمي بإسم الأمم المتحدة للطفولة "اليونيسيف في منتصف نوفمبر 2023م إلى أن 50% من الأطفال في غزة بحاجة للرعاية النفسية، كما يشير متخصصون في علم النفس أن التاثير النفسي للحروب يطول الكبار وخاصة الجنود والمقاتلين، وبالتالي فهذا الاثر أشد تاثيرًا علي الأطفال الذين يعيشون هذه الحرب.

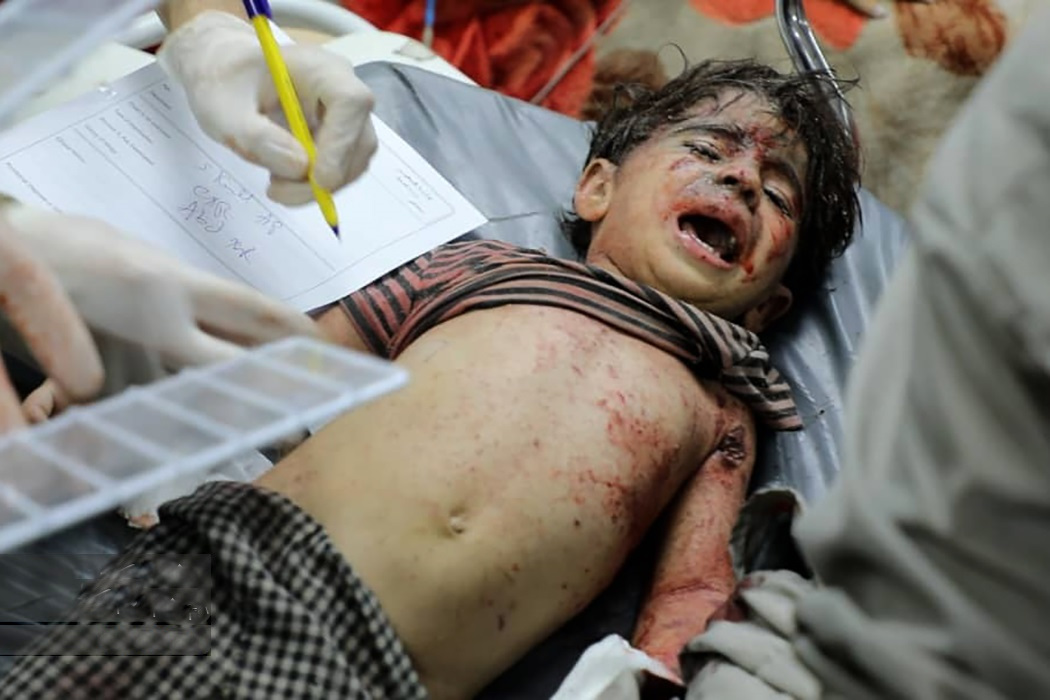
طفل جريح، 17 تشرين الأول 2023

في 2 فبراير 2024، أفادت اليونيسف أن مليون طفل، أو كل طفل تقريبًا في غزة، بحاجة إلى دعم الصحة العقلية. وتبين أن الأطفال الذين تم إجلاؤهم يعانون من صدمة نفسية.
وحذر محمد بريغيث، الأستاذ في جامعة بيرزيت، من التأثير النفسي للحرب على الأطفال، قائلاً: "يعيش أطفال غزة في مكان ما بين الصدمة النفسية والموت المحقق". قُتلت عائلته بأكملها في غارة جوية إسرائيلية أثناء إجلاءهم إلى رفح، ووصفته جدته بأنه مختلف تمامًا، وورد أنه كان في حالة صدمة، ولا يتحدث كثيرًا، وكان خائفًا من أي أصوات. قام الآباء في رفح بشراء طيور مغردة لأطفالهم لمساعدتهم على التكيف مع أصوات القصف المستمرة. وفي 21 فبراير/شباط، حذر رئيس المجلس النرويجي للاجئين من أن جميع الأطفال في غزة من المرجح أن يعانون من الصدمات النفسية بسبب الحرب.
في 23 فبراير/شباط 2024، أفاد مدير منظمة أطباء بلا حدود أن "الإصابات النفسية دفعت أطفالًا لا تتجاوز أعمارهم خمس سنوات إلى إخبارنا أنهم يفضلون الموت". ووجدت منظمة إنقاذ الطفولة أن "الأطفال في غزة يمرون بمرحلة صعبة". "إن هذه الحرب وما تتركه من ندوب جسدية وعقلية على الأطفال تؤدي إلى تآكل قدرتهم على الصمود." 
وسلطت كيتلين بروكتر، الباحثة في مركز الصراع والتنمية وبناء السلام في جنيف، الضوء على التأثير النفسي الشديد على الأطفال في غزة. وقد شهد البعض عمليات القتل الوحشية لآبائهم على يد الجنود، بينما رأى آخرون منازلهم مدمرة بسبب التفجيرات. يعاني العديد من الأطفال من ظروف قاسية من البرد والجوع والوحدة، ويقضون أيامًا يتجولون في الشوارع بمفردهم. لقد ترك الوضع الساحق حتى خبراء الصحة العقلية في غزة يشعرون بالعجز وبحاجة إلى الدعم. وفي رفح، الواقعة في الجزء الجنوبي من الأراضي الفلسطينية، وصفت كارين بيتي من منظمة إنقاذ الطفولة غير الحكومية الوضع المزري حيث يضطر أطفال غزة النازحون، وبعضهم لا يتجاوز عمره سن المراهقة، إلى العمل كمعيلين، وبيع مواد الإغاثة لتوفير المال. الضروريات الأساسية.

### الآثار الجسدية
هناك 10 أطفال في المتوسط يفقدون إحدى ساقيهم أو كلتيهما في غزة كل يوم منذ السابع من أكتوبر، وذلك وفقًا لتصريحات منظمة "أنقذوا الأطفال"، وذكر المدير الإقليمي للمنظمة بعد عودته من غزة في التاسع عشر من شهر ديسمبر 2023م أن حوالي 1000 طفل في غزة فقدوا إحدي الساقين أو كليهما، وأن المستشفيات تكتظ بهم، وهناك من أجريت له عمليات البتر دون تخدير نتيجة العجز الصارخ في الأدوية وخدمات الانقطاع الصحي بالقطاع. وأشار المدير الإقليمي أيضًا إلى أن معاناة الأطفال في قطاع غزة لا يمكن تصورها، وأن قتل الأطفال وتشويهم أمر مدان باعتباره جريمة خطيرة يجب محاسبة مرتكبيها، وأن تأثير رؤية الأطفال وهم يعانون من هذا القدر من الألم وعدم توفر الأدوات والمعدات اللازمة لعلاجهم وتخفيف الألم عنهم تأثير كبير جدًا حتى على المهنيين.

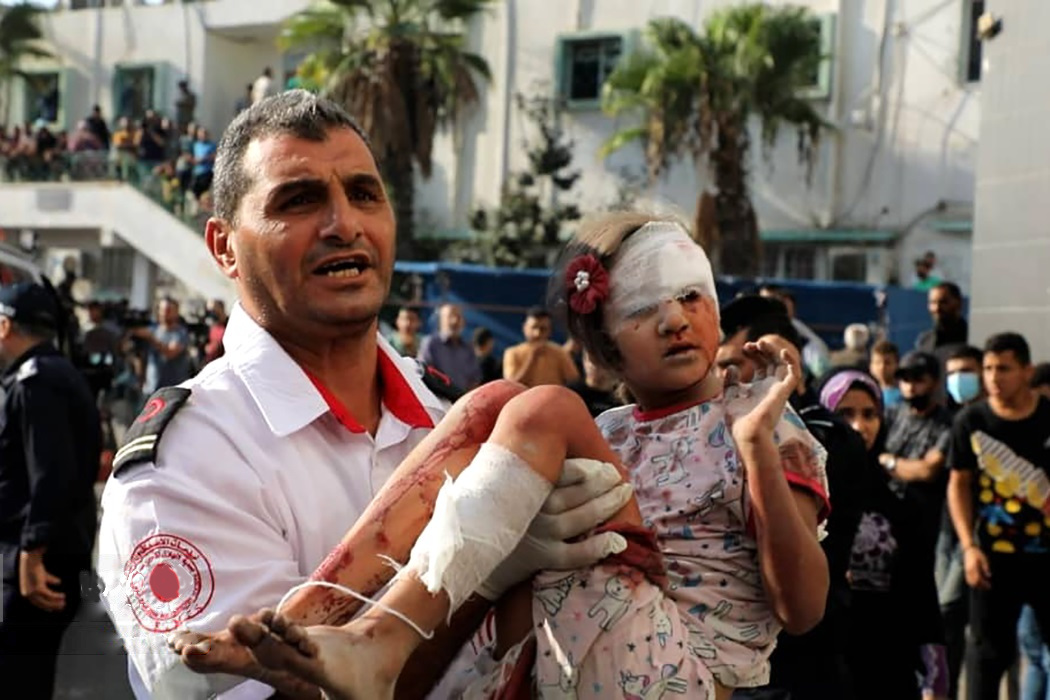
مسعف يحمل طفلاً جريحًا

في منتصف كانون الأول (ديسمبر) 2023، انتشرت على وسائل التواصل الاجتماعي عملية بتر طرف مراهقة أجراها عمها الطبيب دون تخدير على طاولة مطبخ أسرتها. صعدت هي وشقيقتها إلى أعلى المبنى للاتصال بوالدهم الموجود في الخارج قبل أن يُقصف المبنى بنيران دبابة تابعة لالجيش الإسرائيلي، وقد تم نقلها إلى عمها من قبل أبناء عمومتها.
كما حذر منسق فريق الطوارئ الطبي التابع لمنظمة الصحة العالمية من أنه بسبب نقص الخبرة الطبية والوقت، فإن بعض عمليات البتر التي أجريت لم تكن ضرورية أو بسبب تأخير زمني. سلط طبيب بريطاني قضى بعض الوقت في غزة من خلال مؤسسة طبية خيرية وعاد إلى المملكة المتحدة في ديسمبر/كانون الأول 2023، الضوء على المخاوف المتعلقة بسوء النظافة ونقص الإمدادات الطبية الذي قد يتسبب في تفاقم الجروح وجعل بعضها غير قابل للشفاء. وهذا ما ردده المتحدث باسم اليونيسف جيمس إلدر، الذي روى رؤية طفل عالق في مركبة عند حاجز عسكري إسرائيلي لعدة أيام بسبب التأخير، مع جرح بدأ يتحلل. بينما كان لا بد من إعادة فتح جذوع الأطفال الآخرين بعد البتر بعد ظهور العدوى.
ذكر تقرير صادر عن منظمة إنقاذ الطفولة في 12 يناير أن الأطفال "يعانون من أهوال لا توصف، بما في ذلك الإصابات التي تغير حياتهم، والحروق، والأمراض، وعدم كفاية الرعاية الطبية، وفقدان والديهم وأحبائهم الآخرين". صرح طبيب منظمة أطباء بلا حدود أن الأطفال يعانون من "إصابات رهيبة، وحروق ضخمة تغطي 50-70٪ من أجسادهم وأطرافهم مكسورة بشكل كبير". تحدثت فتاة تبلغ من العمر 11 عامًا للصحفيين عن إصاباتها التي شملت بتر ساقها وإصابة الأخرى بجروح خطيرة، في أوائل يناير 2024، وأعربت عن أملها في الحصول على طرف صناعي وأعربت عن أسفها لأن حياتها أصبحت "قبيحة وحزينة" بعد ذلك. الإصابة وأشار أحد الأطباء في منظمة أطباء بلا حدود إلى أنه حتى بعد العمل في العديد من مناطق الحرب، فقد رأى المزيد من الأطفال المصابين في غزة، قائلاً: "لقد كان الأمر صادمًا حقًا بالنسبة لي لأنني لم أر أطفالًا من قبل. فالكثير من الأطفال ضحايا الصدمات والحرب وإصابات الحرب".

#### الولادة والحمل

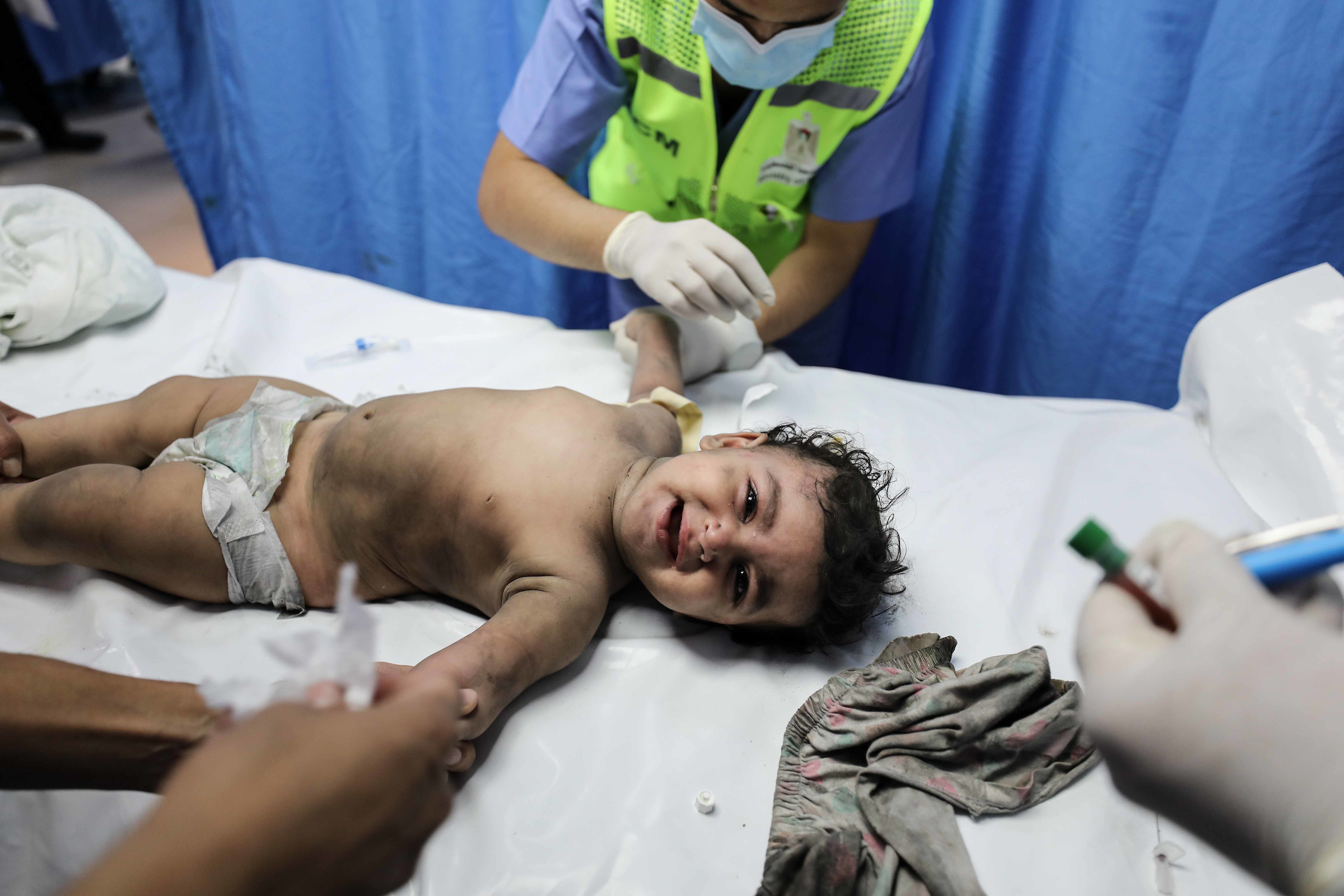
رضيع جريح في مستشفى الشفاء، 11 أكتوبر 2023

ويقدر أن 150 طفلاً يولدون في غزة يومياً منذ بداية النزاع. وذكر طبيب أطفال في المستشفى الإماراتي في رفح أن عدد الأطفال المبتسرين المولودين في غزة ارتفع بشكل حاد. الأطفال حديثي الولادة يتلقون رعاية متخصصة في إسرائيل والضفة الغربية بينما كانت أمهاتهم محاصرات في غزة. وذكرت منظمة أوكسفام أن الأطفال حديثي الولادة يموتون بسبب أمراض يمكن الوقاية منها مثل العدوى وانخفاض حرارة الجسم والإسهال والجفاف. وبحلول منتصف ديسمبر/كانون الأول، كان الآباء يكافحون من أجل إطعام الأطفال حديثي الولادة، حيث لم يكن لدى الأمهات تغذية كافية لإرضاع أطفالهن رضاعة طبيعية. ولقي الأطفال حديثي الولادة الذين ولدوا أثناء النزاع حتفهم في الغارات الجوية، على الرغم من إنقاذ بعضهم من تحت الأنقاض. وذكرت ممثلة مكتب الأمم المتحدة لتنسيق الشؤون الإنسانية أنها التقت بامرأة أُجبرت على الولادة في الشارع، وأن الطفلة ماتت. وأفادت إحدى النساء بأنها لم تتمكن من تحميم أطفالها حديثي الولادة بعد مرور أكثر من عشرة أيام على ولادتهم، بسبب نقص المياه النظيفة. أبلغت الأمهات عن صعوبة بالغة في العثور على الحليب والحفاضات لمواليدهن الجدد أو توفيرها.
وفي كانون الأول/ديسمبر 2023، أصابت قذيفة إسرائيلية أكبر عيادة للخصوبة في غزة؛ أدى الانفجار إلى تدمير أغطية خمسة خزانات للنيتروجين السائل، مما أدى إلى ارتفاع درجة الحرارة داخل الخزانات وتدمير أكثر من 4000 جنين و1000 عينة من البويضات والحيوانات المنوية غير المخصبة. وبحسب بهاء الدين غلاييني، طبيب النساء والتوليد الذي أسس العيادة، فقد أصيب ركن المبنى بقذيفة واحدة، مما أدى إلى تدمير مختبر علم الأجنة الموجود في الطابق الأرضي. ولا يعرف ما إذا كانت الضربة متعمدة أم لا.
في 18 يناير 2024، تحدثت ناتاليا كانيم، المديرة التنفيذية لصندوق الأمم المتحدة للسكان، في المنتدى الاقتصادي العالمي في دافوس، قائلة إن الوضع كان "أسوأ كابوس" شهده ممثل UNPF على الإطلاق، حيث كانت هناك 180 امرأة تلد يوميًا وأحيانًا في شوارع غزة، مع انهيار النظام الصحي في القطاع. وفي 17 كانون الثاني/يناير، أفادت منظمة كير الدولية عن زيادة بنسبة 300 بالمائة في معدل الإجهاض في غزة منذ بدء القصف الإسرائيلي. وأفادت منظمة اليونيسيف في 19 كانون الثاني/يناير أن 20,000 طفل ولدوا في قطاع غزة منذ 7 تشرين الأول/أكتوبر. وصفت اليونيسف كل ولادة بأنها طفل "يُولد في الجحيم"، وقالت: "لا يمكن للبشرية أن تسمح لهذه النسخة المشوهة من الطبيعي بالاستمرار لفترة أطول". وأفادت وكالة الأمم المتحدة للمرأة أنه منذ بداية النزاع، كانت والدتان في غزة تُقتلان كل ساعة وكل يوم. وقد أبلغت منظمة الصحة العالمية عن زيادة في حالات الإملاص الناجمة عن الإجهاد.
ذكرت منظمة أطباء بلا حدود أن النساء يلدن في خيام بلاستيكية وأن أولئك الذين يخضعون لعمليات قيصرية يتم إطلاق سراحهم في غضون ساعات. وأفادت أيضاً أنه تم إبعاد النساء عن المستشفيات بسبب الاكتظاظ، مع إجبار بعضهن على الولادة في الحمامات العامة. أجرى أطباء مستشفى كمال عدوان، عملية قيصرية طارئة لسيدة حامل متوفاة في فبراير 2024، وبعدها أجروا إنعاش قلب الجنين؛ لكن الطفل لم ينجو. في أبريل 2024، أجرى الأطباء في رفح عملية قيصرية طارئة مماثلة بعد أن استهدف قصف الجيش الإسرائيلي مجمعًا سكنيًا في رفح، ونجا الطفل في حالة حرجة قبل أن يموت بعد 5 أيام. قُتلت والدتها وأبيها وشقيقتها البالغة من العمر 3 سنوات في القصف.
أفاد مركز المرأة للإرشاد القانوني والاجتماعي أن النساء يعانين من مضاعفات الولادة ونقص في رعاية ما بعد الولادة ولقاحات الأطفال حديثي الولادة. وذكر صندوق الأمم المتحدة للسكان أن الأطفال حديثي الولادة يموتون لأن الأمهات لم يتمكن من الحصول على الرعاية قبل الولادة أو بعدها. وفقًا لتقرير الوضع الإنساني الصادر عن اليونيسف في دولة فلسطين، اعتبارًا من أوائل مارس 2024، لم تتمكن ما لا يقل عن 5,500 امرأة حامل من الوصول إلى فحوصات ما قبل الولادة أو ما بعد الولادة بسبب استمرار الغارات الجوية ونقص المأوى الآمن. أفاد أطباء في مستشفى الهلال الإماراتي عن حدوث "فوضى ومعاناة" بسبب تدفق أعداد كبيرة من النازحين القادمين لولادة أطفالهم.

#### الأطفال الخدج
وقد حظيت محنة الأطفال المبتسرين في غزة باهتمام عالمي. في أواخر أكتوبر، واجه الأطفال المبتسرون في غزة وضعًا حرجًا حيث حذرت منظمة المعونة الطبية للفلسطينيين واليونيسف من أن 130 رضيعًا معرضون لخطر الموت بسبب نقص وقود المستشفيات الناجم عن الحصار الإسرائيلي. أدى نقص الوقود إلى انقطاع التيار الكهربائي، مما يعرض الأطفال المبتسرين للخطر في وحدات العناية المركزة لحديثي الولادة (NICUs). على الرغم من تأكيدات الجيش الإسرائيلي بالمساعدة في عمليات الإخلاء، أفادت وزارة الصحة في غزة عن عدم وجود آليات الإخلاء، مما أدى إلى وفاة العديد من الأطفال الرضع.
تصاعد الوضع في منتصف نوفمبر عندما شنت إسرائيل غارة على مستشفى الشفاء. تمت عمليات الإجلاء في نهاية المطاف، بتيسير من الهلال الأحمر الفلسطيني، ومنظمة الصحة العالمية، ومكتب الأمم المتحدة لتنسيق الشؤون الإنسانية، حيث تم نقل 31 طفلًا خديجًا إلى جنوب غزة، ومعظمهم إلى مصر. لم يكن جميع الأطفال برفقة والديهم، وتوفي اثنان في الشفاء قبل الإخلاء.

## يتيم
صاغ عمال الإغاثة مصطلح WCNSF، ويعني طفلًا جريحًا لا عائلة له على قيد الحياة. وفي منتصف كانون الأول/ديسمبر 2023، قدر المرصد الأورومتوسطي أن ما لا يقل عن 25 ألف طفل فقدوا أحد والديهم أو كليهما. أفادت اليونيسف أن الأسر الممتدة تتولى مسؤولية رعاية الأطفال الأيتام. أعربت اليونيسف عن مزيد من المخاوف بشأن الصعوبات التي يواجهها الأطفال الأيتام، قائلة: "في كثير من الأحيان لا يستطيع الصغار نطق أسمائهم وحتى الأكبر سنًا عادة ما يكونون في حالة صدمة لذلك قد يكون من الصعب للغاية التعرف عليهم". وقد تم تحديد صعوبات إضافية مثل تكثيف الغارات الجوية الإسرائيلية وغزو غزة والوضع المتغير بسرعة داخل غزة، مع إعاقة الجهود المبذولة لفتح الاتصالات مع المستشفيات والعاملين الصحيين بسبب الحرب. وفقًا لليونيسف، كان النظام الموحد لتحديد وتوثيق وتتبع ولم شمل الأطفال مع أقاربهم أو أشقائهم بالكاد يعمل في أوائل ديسمبر 2023. كما قدرت الأمم المتحدة أن حوالي 40% من سكان غزة فقدوا بطاقات الهوية والوثائق بسبب الحرب، الأمر الذي أعاق أيضًا لم الشمل وتحديد الهوية.
يروي العديد من الأطفال الأيتام صعوبة تجهيز أو توديع والديهم وإخوتهم بعد وفاتهم، وذلك بسبب عدم وجود مراسم عزاء أو تأبين، وعدم اليقين بشأن المستقبل، وتأخر إخبارهم بسبب الهشاشة الطبية. وأفادت المنظمات الإنسانية بوجود صعوبات مع الأطفال الأيتام الذين كانوا أصغر من أن يعرفوا أسمائهم. كما تولى الأشقاء الأكبر سنًا مسؤولية رعاية أشقائهم الأصغر سنًا بعد أن أصبحوا يتامى.
في أوائل فبراير/شباط 2024، قدرت اليونيسف أن ما لا يقل عن 17 ألف طفل قد تيتموا. في مارس/آذار 2024، جلبت إسرائيل 95 يتيمًا فلسطينيًا من رفح إلى دار أيتام منظمة SOS للأطفال في بيت لحم بناءً على طلب الحكومة الألمانية. وأدان وزير المالية الإسرائيلي بتسلئيل سموتريش هذا الإجراء المؤقت قائلاً: "إن أي رحمة للقاسي ستكون قاسية على الرحمن".
تم العثور على رضيعة يُعتقد أن عمرها أيام في شجرة بالقرب من منزلها المفترض المدمر بعد غارة جوية إسرائيلية قتلت بقية أفراد الأسرة في نوفمبر/تشرين الثاني 2023، وكانت تُعرف بأنها مجهولة وتم الاعتناء بها في المستشفى الإماراتي في رفح، قبل أن يتم تبنيها من قبل أحد أفراد الأسرة. طبيب أطفال في المستشفى. وهناك طفل يبلغ من العمر 5 سنوات مصاب بالشلل الدماغي، وقد تيتم واستقرت شظية قنبلة يدوية في دماغه بعد أن داهم الجيش الإسرائيلي منزل الأسرة وأعدم والديه. تم إنقاذ فتاة تبلغ من العمر 15 عاماً من تحت الأنقاض بعد ثلاثة أيام من قيام جرافة إسرائيلية بهدم منزلها وما زالت عائلتها بداخله، مما أدى إلى مقتل الجميع باستثناءها.

### الآثار الاجتماعية
تتعد الآثار الاجتماعية التي تخلفها الحرب في غزة على الأطفال هناك، والتي يتمثل أهمها في فقدان الأهل والأصدقاء وتشتت الأسرة وتفرقها، فجل الأطفال في غزة فقد نتيجة هذه الحرب أحد والديه أو كليهما، ومنهم من فقد أسرته بالكامل وبات بدون معيل، وتقول الأمم المتحدة أن غزة هي أخطر مكان في العالم لعيش الأطفال، حيث هجر نحو مليون طفل من منازلهم قسرًا وتشتت عائلاتهم 

### الآثار الحقوقية

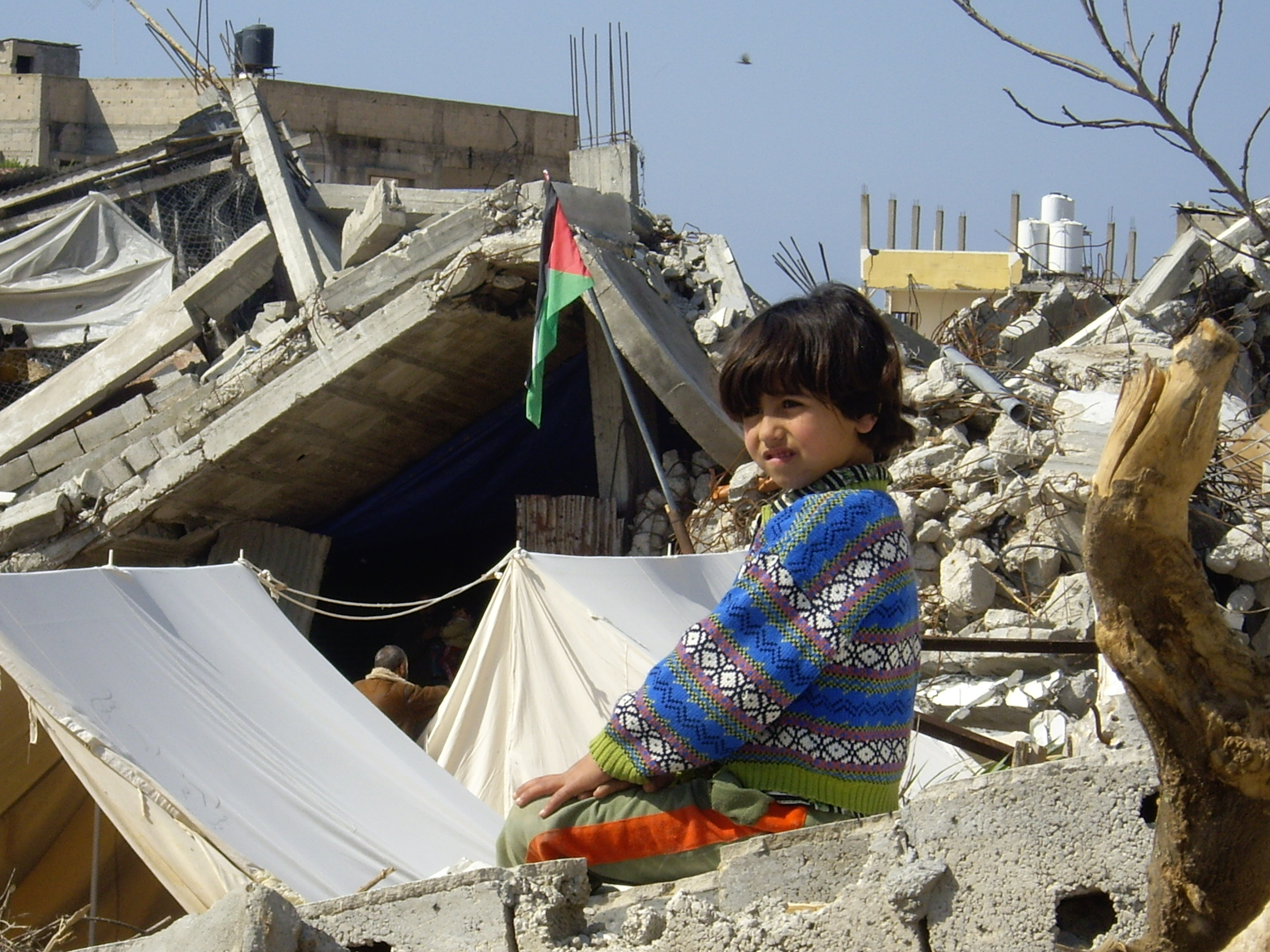

هناك العديد من الأتفاقيات والمعاهدات والمنظمات العالمية التي تؤكد على حقوق الطفل، والتي من بينها الحق في التعليم والحق في الرعاية الصحية وحقوقهم في الأمن والرعاية الأسرية، والحق في الغذاء والبيئة النظيفة..ولكن للأسف فالحرب الإسرائيلية قد أتت على هذه الحقوق وغيرها ، ففي ظل التدمير والقصف والانفجارات اليومية على قطاع غزة لم تعد هناك بيئة آمنة يمكن أن يعيش فيها الأطفال، وفي ظل تدمير شبه كامل للبنية التحتية للقطاع من مدارس وجامعات وعدم توفر الأمن انقطع الأطفال عن التعليم وتم تجميد العام الدراسي في قطاع غزة لأجل غير مسمي وضاعت احلام الأطفال وبات مستقبلهم التعليمي وحقهم في التعليم في طي النسيان، وفي ظل انهيار المنظومة الصحية في قطاع غزة نتيجة تدمير المستشفيات والمراكز الصحية والعجز الصارخ في المعدات والأدوات الصحية ونقص الخدمات بكافة أرجاء القطاع، فقد الأطفال حقهم في الرعاية الصحية، وفقد العديد منهم حياتهم نتيجة عدم توفر متطلبات الرعاية الصحية المناسبة، وفي ظل الحصار وحرب التجويع التي تنتهجها إسرائيل ضد الشعب الفلسطيني في غزة، ونقص المساعدات الإنسانية التي تدخل القطاع، فقد الأطفال حقهم في الغذاء، وهكذا قضت الحرب الإسرائيلية في قطاع غزة على كافة حقوق الطفل.

## عواقب وخيمة على الأطفال
حذرت منظمة الأمم المتحدة للطفولة "يونسيف" من خطورة ما يتعرض له الأطفال في غزة، وشددت في تقرير لها على ضرورة إنهاء الحرب الجارية وإدخال المساعدات للسكان.
في نوفمبر/تشرين الثاني 2023، عقدت مجموعة من الأطفال خارج مستشفى الشفاء مؤتمرا صحفيا يطالبون فيه العالم بإنهاء الحرب. نظمت مجموعة صغيرة من الأطفال في رفح احتجاجهم الخاص قبل الهجوم المخطط له على رفح في فبراير 2024، حاملين لافتات باللغة الإنجليزية كتب عليها "نحن نرفض الموت" و"أنقذونا من هذه الإبادة الجماعية". ونظم الأطفال في رفح مرة أخرى احتجاجهم ضد المجاعة في قطاع غزة في 6 مارس/آذار، حاملين لافتة كتب عليها "أوقفوا موتنا اليومي".
وفقًا لصحيفة الغارديان، كان لحرب إسرائيل وحماس عام 2023، وهي أكثر الحروب دموية التي شهدتها غزة في القرن الحادي والعشرين، تأثير كارثي على الأطفال في غزة، وقد ساهمت أسابيع من الضربات الجوية المستمرة والانفجارات في تدميرهم النفسي. وبعد 16 يومًا من القصف، أصيب الأطفال بصدمة شديدة، شملت أعراضها التشنج والعدوان والتبول في الفراش والعصبية. 90% من الأطفال في مستشفيات الأطفال في غزة ظهرت عليهم أعراض القلق أو أبلغوا عنها، وظهرت على الأغلبية أعراض الإجهاد اللاحق للصدمة، وأبلغ 82% عن مخاوف من الموت الوشيك.

## المنظمات الدولية والمحلية
وصرح المتحدث باسم اليونيسف توبي فريكر: "لا يوجد مكان آمن للأطفال في أي مكان عبر القطاع في الوقت الحالي". في 19 ديسمبر/كانون الأول، ذكرت الأمم المتحدة أن غزة "هي أخطر مكان في العالم على الإطلاق بالنسبة للأطفال". ووصف جيمس إلدر، المتحدث باسم اليونيسف، الصراع في غزة بأنه "حرب على الأطفال". في 6 يناير/كانون الثاني 2024، قالت تانيا الحاج حسن، طبيبة في منظمة أطباء بلا حدود، إن الأطفال في غزة "يموتون بكل الطرق الممكنة". في 18 يناير 2024، صرح نائب المدير التنفيذي لليونيسف أن معاناة الأطفال في غزة هي "أفظع الظروف التي رأيتها على الإطلاق". في 2 فبراير/شباط 2024، قال رئيس اليونيسف: "إن وضع الأطفال في غزة يزداد قتامة كل يوم. ولا يمكن للعالم أن يتخلى عنهم". في 5 مارس، وصفت اليونيسيف الحرب على غزة بأنها "اختبار للضمير الإنساني" وذكرت أن نقص المساعدات الإنسانية في الشمال أدى إلى تفاقم الوضع الصحي للأطفال. صرحت أديل خضر، المدير الإقليمي لليونيسف في الشرق الأوسط، في 19 مارس/آذار: "إن تقاعس العالم أمر صادم مع تعرض المزيد من الأطفال للموت البطيء".
في رسالة مفتوحة إلى حكومة المملكة المتحدة، وصفت الجمعية البريطانية لدراسات الشرق الأوسط (BRISMES) الاستهداف المنهجي للجامعات والمدارس والمختبرات والمكتبات بأنه عنصر من عناصر استراتيجية الإبادة الجماعية التي تهدف إلى تدمير نظام التعليم الفلسطيني في غزة. . وصرح رئيس لجنة حقوق الطفل في 8 فبراير/شباط أن "حقوق الأطفال الذين يعيشون تحت السيطرة الفعلية لدولة إسرائيل تتعرض لانتهاكات جسيمة على مستوى نادراً ما نشهده في التاريخ الحديث". ودعا مجلس التعاون الخليجي مجلس حقوق الإنسان التابع للأمم المتحدة إلى "تحمل مسؤوليته في إنهاء مأساة الأطفال في غزة وتأمين حقهم في الحياة والسلامة والحماية". صرح صندوق الأمم المتحدة للسكان في أواخر مارس/آذار 2024 أن "النساء الحوامل والأمهات الجدد يواجهن صراعًا مستمرًا للحفاظ على أنفسهن وأطفالهن حديثي الولادة على قيد الحياة". ردًا على تقارير تفيد بأن ثلث الأطفال دون سن الثانية في الشمال وقال جيمس إلدر من اليونيسف إن غزة تعاني من سوء التغذية الحاد، "وهذا رقم مرعب".

## مجاعة
في 3 يناير 2024، صرحت رئيسة اليونيسف كاثرين إم راسل أن العديد من الأطفال في غزة يواجهون سوء التغذية الحاد الوخيم. في 5 يناير، وجدت اليونيسف أن 90 بالمائة من الأطفال دون سن الثانية يتناولون مجموعتين غذائيتين أو أقل يوميًا. في 3 فبراير/شباط، قال هاني محمود، صحفي الجزيرة في رفح: "إننا نرى أطفالًا يتجولون في رفح بحثًا عن فتات الطعام". وتعرضت غزة تحت سن الثانية لفقر غذائي حاد، حيث قفزت النسبة من 80% قبل حوالي أسبوعين.
كما شهد أولئك الذين يحاولون شراء الطعام قفزات في الأسعار، حيث قام أحد مقدمي الرعاية بشراء حليب الأطفال من خلال شركة المشتريات والذي كلفه 1,680 دولارًا قبل الحرب، لكنه دفع 2,160 دولارًا في فبراير 2024. ذكرت الأمم المتحدة في 10 فبراير أن 10 بالمائة من الأطفال دون سن الخامسة يعانون من سوء التغذية الحاد. وأفادت إحدى الأمهات بإطعام مولودها الجديد باستخدام معجون التمر. وفي 19 فبراير/شباط، وجدت اليونيسف أن ما يقرب من 16 بالمائة من الأطفال في شمال غزة تحت سن الثانية يعانون من "سوء التغذية الحاد"، وأن 3 بالمائة يعانون من الهزال الشديد. في أوائل مارس 2024، أفادت اليونيسف أن أكثر من 90% من الأطفال الذين تتراوح أعمارهم بين 6 و23 شهرًا والنساء الحوامل أو المرضعات يواجهون فقرًا غذائيًا حادًا مع إمكانية الوصول إلى مجموعتين غذائيتين أو أقل يوميًا.
يتنوع سوء التغذية لدى الأطفال في جميع أنحاء غزة، حيث يعاني شمال غزة من نقص غذائي أسوأ من جنوب غزة، مما يؤدي إلى ارتفاع معدل سوء التغذية بين الأطفال بثلاثة أضعاف وفقًا لمنظمة الصحة العالمية. في مارس 2024، توفي 10 أطفال في مستشفى كمال عدوان بسبب الجفاف وسوء التغذية، مما دفع اليونيسف إلى القول: "الآن، وفيات الأطفال التي كنا نخشى حدوثها موجودة هنا ومن المرجح أن تتزايد بسرعة ما لم تنتهي الحرب ويتم حل العقبات التي تعترض الإغاثة الإنسانية على الفور". . ذكر الأطباء في مستشفى كمال عدوان أنه يمكن لجميع الموظفين إعطاء الأطفال حديثي الولادة الذين يعانون من سوء التغذية والجفاف محلول ملحي أو سكري، وقال أحد أطباء الأطفال: "رسالتي هي نداء إلى العالم أجمع للتدخل وإنقاذ جميع الأطفال". توفي صبي يبلغ من العمر 10 سنوات يعاني من سوء التغذية الشديد ويدعى يزن الكفارنة من الجوع. في 6 مارس، حذر الأمين العام لمنظمة الصحة العالمية تيدروس أدهانوم غيبريسوس من "الأطفال الذين نجوا من القصف ولكنهم قد لا ينجون من المجاعة".
ووجد الهلال الأحمر الفلسطيني أن الآباء يعيشون بدون طعام من أجل إطعام "أطفالهم الجياع وسط انعدام الأمن الغذائي ونقص الغذاء المتاح". ذكر الأطباء في مستشفى كمال عدوان أن الرضع الذين يعانون من سوء التغذية في وحدة العناية المركزة أصبحوا "الوضع الطبيعي الجديد". وقال أحد الأطباء في مستشفى كمال عدوان: "يصل الأطفال إلى درجات حرجة وشديدة من الجفاف واضطرابات حمض الدم، وفي النهاية الموت".

### انخفاض حرارة الجسم
في 16 يناير، أفاد الأطباء أن الأطفال الذين أضعفتهم المجاعة يموتون بسبب انخفاض حرارة الجسم. وذكر منسق منظمة "أكشن إيد" في 27 يناير/كانون الثاني أن الأطفال الذين لا يرتدون معاطف شتوية يعانون من البرد والأمطار في أشهر الشتاء، مع منع جلب المنتجات التجارية الجديدة. وأفاد مراسل الجزيرة أنه شاهد أطفالاً ينامون في خيام باردة ومليئة بالطين. صرح أحد الآباء في مقابلة أجريت في 2 فبراير/شباط 2024، "الجو شديد البرودة. حتى أطفالي لا يستطيعون ذلك. بطانية أو بطانيتين ليست كافية على الإطلاق. لدي طفل حديث الولادة. وأخشى أن يمرض كل يوم. " كان الأطفال في رفح يرتدون معدات الوقاية الشخصية المتبقية من جائحة كوفيد-19 من أجل التدفئة. وفي دير البلح، أحرق الأطفال الكتب للتدفئة.

## اصابات

### ميت ومفقود
توزيع الوفيات حسب العمر والجنس (تحليل البروفيسور مايكل سباجات ودانييل سيلفرمان)، نوفمبر 2023

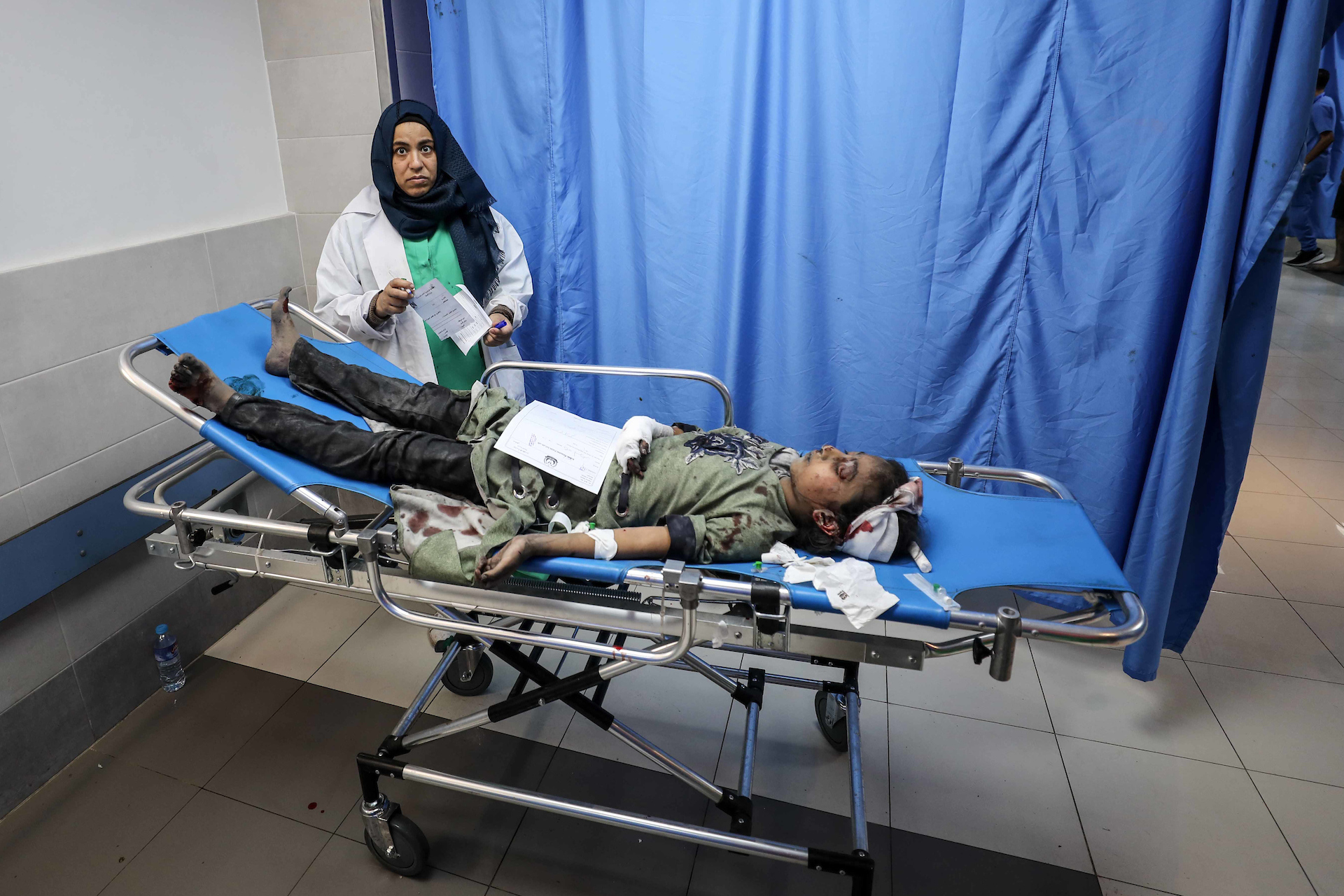
طفل جريح في مستشفى الشفاء أكتوبر 2023

وبحلول 3 ديسمبر/كانون الأول، قُتل ما يقدر بنحو 6,150 طفلاً في الصراع. وقُتل عدد من الأطفال في غزة خلال شهرين ونصف الشهر يفوق إجمالي عدد الأطفال الذين قُتلوا في جميع الصراعات حول العالم في السنوات الثلاث السابقة مجتمعة. بحلول منتصف يناير/كانون الثاني 2024، قُتل ما يقدر بنحو 10 آلاف طفل في غزة، ودُفن آلاف آخرون تحت الأنقاض. بحلول 5 فبراير 2024، قدرت الحركة الدولية للدفاع عن الأطفال أن 12,100 طفل قد قُتلوا في غزة. وقد قُتل أطفال في الغارات الجوية الإسرائيلية، حتى في المناطق التي يعتبرها الجيش الإسرائيلي "منطقة آمنة"، مثلما حدث عندما قُتلت أسرة مكونة من 12 فرداً في منطقة آمنة في المواصي بجنوب غزة، وكان من بينهم 10 أطفال. في مارس/آذار 2024، ذكرت الأمم المتحدة أن عدد الأطفال الذين ماتوا في غزة بين أكتوبر/تشرين الأول 2023 وفبراير/شباط 2024 أكبر من مجموع جميع الصراعات العالمية من 2019 إلى 2022. صرحت كاثرين إم راسل، رئيسة اليونيسيف، "لم نشهد هذا المعدل من الوفيات بين الأطفال في أي صراع آخر في العالم تقريبًا".
أفاد بعض الآباء أنهم تحدثوا إلى أطفالهم حول ما يجب فعله إذا قُتل أحد والديهم أو كليهما، مثل مكان وجود المستندات المهمة ومكان العثور على المساعدة أو المأوى. وأشار العاملون في المستشفيات والطوارئ في غزة إلى أن آباء وأقارب بعض الأطفال كتبوا على أجساد الأطفال، معظمها على أرجلهم وبطونهم، حتى يمكن التعرف على الأطفال إذا تم العثور عليهم تحت الأنقاض أو ضاعوا. صرح أحد الموظفين؛ "الكثير من الأطفال مفقودون، والعديد منهم يصلون إلى هنا وجماجمهم مكسورة... ومن المستحيل التعرف عليهم، ولا يتم التعرف عليهم إلا من خلال تلك الكتابة". ولم يتم انتشال جثث بعض الأطفال المدفونة تحت الأنقاض. وفي إحدى الحالات، تم إنقاذ طفل حديث الولادة من تحت الأنقاض بعد نجاته من القصف. وفي حالة أخرى، تم إنقاذ فتاة بعد أن دفنت لأكثر من 40 ساعة. حذرت اليونيسف من أن الحرب أصبحت حربًا على الأطفال، ففي أواخر ديسمبر 2023، قُدر أن القاصرين يمثلون 40% من القتلى في غزة، مقارنة بالصراعات السابقة حيث كانت نسبة القاصرين حوالي 20%.
كما قتلت الشرطة صبياً يبلغ من العمر 13 عاماً وضربت وأطلقت النار على المراهقين الذين حاولوا الحصول على الإمدادات من شاحنات المساعدات. في فبراير/شباط 2024، كتبت طبيبة أمريكية عائدة من قطاع غزة مقالة افتتاحية في صحيفة لوس أنجلوس تايمز ذكرت فيها أنها شاهدت أطفالًا يتم استهدافهم عمدًا من قبل القناصة الإسرائيليين، وكتبت: "في إحدى المناسبات، حفنة من الأطفال، كل أعمارهم تقريبًا أما الأطفال من 5 إلى 8 فقد نقلهم آباؤهم إلى غرفة الطوارئ، وقد أصيبوا جميعًا بطلقات قناص في الرأس... ولم ينج أي من هؤلاء الأطفال". تدعم حماس".
وحذر متحدث باسم اليونيسيف في 20 فبراير/شباط، محذرًا من التهديدات المشتركة المتمثلة في المجاعة والمرض، من أن "قطاع غزة على وشك أن يشهد انفجارًا في وفيات الأطفال التي يمكن الوقاية منها، الأمر الذي من شأنه أن يؤدي إلى تفاقم مستوى وفيات الأطفال الذي لا يطاق بالفعل في غزة". في أعقاب غارة جوية إسرائيلية على دير البلح، قال أحد المستجيبين للطوارئ: "لقد جمعنا أجزاء من أجساد النساء والأطفال... ماذا فعلوا ليستحقوا الموت بهذه الطريقة؟ ماذا فعلت هذه الفتاة الصغيرة لإسرائيل حتى يتم تقطيعها؟" مثل هذا؟" صرحت طبيبة كندية عائدة من أسبوع في غزة بأنها شاهدت جرائم ضد الإنسانية، بما في ذلك أطفال صغار "يموتون من الجوع والقنابل ورصاص القناصة". قُتل أب ورضيعان توأم في عام 2010. غارة جوية إسرائيلية، بعد أن عانى الأب وأم الطفلين من أجل الحمل لمدة أحد عشر عامًا. وأظهرت لقطات إسرائيلية بطائرة بدون طيار نشرت في مارس/آذار 2024، قناصة إسرائيليين وهم يقتلون صبيا أعزل في جباليا. وصف الأطباء تعرض الأطفال لإصابات خطيرة. في أبريل/نيسان 2024، قال الأطباء إنهم شاهدوا "سيلا مستمرا من الأطفال وكبار السن وغيرهم ممن لم يكونوا مقاتلين بوضوح، مصابين برصاصة واحدة في الرأس أو الصدر". في إحدى الحالات، ورد أن فتاة أصيبت بالرصاص وقتلت وهي بين ذراعي والدتها.

## السياسيين والمسؤولين
صرح رئيس وزراء قطر محمد بن عبد الرحمن بن جاسم آل ثاني قائلاً: "أعتقد أننا يجب أن نتحد جميعًا خلف وقف هذه الحرب، وإنقاذ تلك الأرواح، وإنقاذ هؤلاء الأطفال". صرح الرئيس البرازيلي لويز إيناسيو لولا دا سيلفا أن إسرائيل تقتل الأطفال "بحجة قتال حماس". قالت وزيرة الخارجية الألمانية أنالينا بيربوك: "هناك أيضًا أطفال فقدوا والديهم. تخيل أطفالنا يعيشون بدون آباء، ولا ماء، ولا طعام".

### تعليم
يُنظر إلى التعليم في قطاع غزة على أنه مصدر فخر وأولوية قصوى. كان أكثر من 95% من الأطفال الذين تتراوح أعمارهم بين 6 و12 عامًا يذهبون إلى المدرسة قبل الحرب، وأغلبهم متخرجون من المدرسة الثانوية. في ديسمبر/كانون الأول 2023، صرح جوناثان كريك، المتحدث باسم اليونيسف في القدس، أنه لا يوجد أي شكل من أشكال التعليم أو الدراسة في قطاع غزة، وأن حوالي 625 ألف طفل في سن الدراسة في القطاع محرومون من التعليم بسبب الحرب. في يناير/كانون الثاني 2024، أفادت الأمم المتحدة أن الأطفال في غزة سيفقدون سنة واحدة على الأقل من التعليم بسبب الحرب. وبحسب وزارة التربية والتعليم الفلسطينية، تسببت الحرب في مقتل حوالي 4327 طالبًا وإصابة حوالي 7819 آخرين بحلول يناير/كانون الثاني 2024. بالإضافة إلى ذلك، قُتل ما لا يقل عن 200 معلم وجُرح أكثر من 500 بحلول ديسمبر/كانون الأول 2023 مع ارتفاع العدد إلى 231 معلمًا وإداريًا قُتلوا وجُرح 756 بحلول يناير/كانون الثاني 2024.
تم إغلاق المدارس في بداية الحرب، وتعرضت لقصف متواصل من قبل الجيش الإسرائيلي، في حين تم احتلال مدارس أخرى، مثل جامعة الإسراء، ثم تدميرها من قبل الجيش الإسرائيلي. بحلول منتصف ديسمبر/كانون الأول 2023، تضرر حوالي 352 مبنى مدرسيًا، وهو ما يمثل أكثر من 70% من البنية التحتية التعليمية في القطاع، مع استخدام المباني الأخرى لإيواء الأفراد الذين تم إجلاؤهم والديكورات الداخلية المستخدمة للوقود والبقاء على قيد الحياة. حاول بعض المعلمين مواصلة الدروس قدر المستطاع، في الأفنية والمناطق الأخرى التي لا يستخدمها السكان الذين تم إجلاؤهم، ووصف أحد المعلمين ذلك بأنه عمل من أعمال التحدي وعودة بسيطة إلى الوضع الطبيعي. ومع ذلك، في 22 فبراير/شباط، قال ممثل منظمة إنقاذ الطفولة: "حتى لو انتهت الحرب غدًا، فلا يمكن استئناف التعليم بسهولة. فقد تم تدمير أكثر من نصف مدارس غزة أو تضررت بشدة حتى أنها لم تعد قادرة على العمل".

## السياسيين والمسؤولين
صرح رئيس وزراء قطر محمد بن عبد الرحمن بن جاسم آل ثاني قائلاً: "أعتقد أننا يجب أن نتحد جميعًا خلف وقف هذه الحرب، وإنقاذ تلك الأرواح، وإنقاذ هؤلاء الأطفال". صرح الرئيس البرازيلي لويز إيناسيو لولا دا سيلفا أن إسرائيل تقتل الأطفال "بحجة قتال حماس". قالت وزيرة الخارجية الألمانية أنالينا بيربوك: "هناك أيضًا أطفال فقدوا والديهم. تخيل أطفالنا يعيشون بدون آباء، ولا ماء، ولا طعام".

## انظر ایضا
- الأطفال في ظل الصراع الفلسطيني–الإسرائيلي
- آثار الحرب الفلسطينية الإسرائيلية 2023 على المرأة
- جرائم الحرب الإسرائيلية